# یوجین بل
یوجین بل (انگلیسی: Eugene Ball؛ زادهٔ ۱۲ اکتبر ۱۹۷۲) موسیقی‌دان، آهنگ‌ساز اهل استرالیا است.